# Aaron Fotheringham

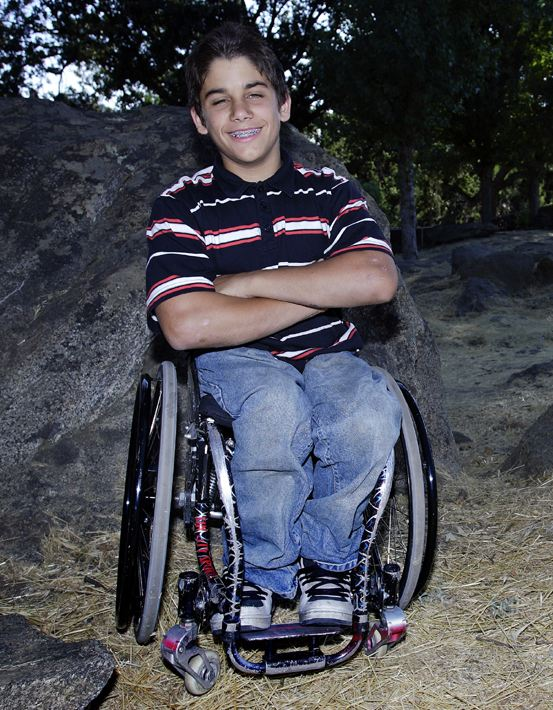
Aaron Fotheringham 2006

Aaron James Fotheringham (* 8. November 1991 in Las Vegas) ist ein US-amerikanischer Rollstuhlsportler und bislang der einzige Mensch, der einen Backflip, einen doppelten Backflip sowie einen Frontflip im Rollstuhl zustande bringt.
Fotheringham, der mit Spina bifida geboren wurde und nach drei Hüftoperationen nicht mehr gehfähig war, begann im Alter von acht Jahren, mit seinem Rollstuhl die Tricks von BMXbikern und Skatern nachzuahmen. Im Sommer 2006 gelang dem damals Vierzehnjährigen dann erstmals der Backflip, eine Art Salto rückwärts auf Rädern. Am 26. August 2010 gelang ihm nach vielen Fehlversuchen der erste doppelte Backflip im Rollstuhl.
Zur Ausrüstung Fotheringhams gehört neben Helm und Knie- und Ellenbogenschutz ein spezieller gefederter Rollstuhl. In dem Film Vorstadtkrokodile ist er als Double für Fabian Halbig in einer Verfolgungsjagd zu sehen. Außerdem gehört Fotheringham zu den Darstellern der Fernsehserie Nitro Circus.
Fotheringham trat bei der Eröffnungsfeier der Sommer-Paralympics 2016 im Maracanã in Rio de Janeiro auf.